# 7787 Annalaura
7787 Annalaura (1994 WW) là một tiểu hành tinh vành đai chính được phát hiện ngày 23 tháng 11 năm 1994 bởi Tesi, L., Boattini, A. ở San Marcello.